# Relax, Take It Easy
"Relax, Take It Easy" é o single de estreia do cantor Mika sendo extraída do seu primeiro álbum, Life in Cartoon Motion, lançado em 2007.

## Lançamento
No Reino Unido, a canção falhou nas paradas musicais em seu lançamento original mas logo após "Grace Kelly" ficar no topo das paradas no país a canção alcançou a posição de número #67 no UK Downloads Chart somente com downloads digitais. A música foi re-lançada como sexto single de Mika no mesmo país como  "Lado A" do seu single "Lollipop". Na mesma ocasião a canção alcançou sua melhor posição na parada oficial do Reino Unido de número #18.

## Tema
Mika descreveu a história por trás da canção em uma entrevista para o jornal The Sun em 2 de fevereiro de 2007 que gostaria de escrever uma música de dança que fosse orgânica. A produção da música foi complicada pois foram utilizados vários instrumentos até obter assim combinaçoes eletronicas.
Segundo o próprio Mika esta foi uma das faixas mais difíceis de se produzir para o álbum, porém foi a mais gratificante.

## Clipe
Existem duas versões do clipe de "Relax, Take It Easy". O primeiro apresenta um fundo azul com desenhos baseados em músicas de Mika que contêm caracteristicas como Lollipop, Big Girl (You Are Beautiful) e Billy Brown e em algumas partes continha imagens de Mika num concerto na Europa e já apresentada no canal VH1. Já a segunda versão foi lançada na Grã-Bretanha e em alguns países da Europa para o re-lançamento do single no final de 2007 e contém vídeos e imagens tiradas por fãs de vários concertos de Mika. O vídeo foi lançado oficialmente no YouTube e apesar de ser extremamente diferente da primeira versão recebeu muitas classificações positivas e ainda fez mais sucesso que a antiga versão.

## Crítica
A canção recebeu críticas positivas dos críticos. O Entertainment Weekly escreveu que a música lembra a banda Bee Gees e Frankie Goes to Hollywood. 
Já o site PopMatters acredita que seja uma das melhores músicas do álbum.
E o portal Allmusic publicou em seu site que a música é hipnótica, melancolica e dançante como a regravação de "Comfortably Numb" da banda Scissor Sisters porém menos vistoso.

## Lista de músicas
- 2006

CD1
1. "Relax, Take It Easy" - 4:10
2. "Billy Brown" - 3:14

CD2
1. "Relax, Take It Easy" - 4:10
2. "Relax, Take It Easy" (Ashley Beedle's Castro Vocal Mix) - 6:37
3. "Relax, Take It Easy" (Acoustic) - 4:18
4. "Relax, Take It Easy" (Video)

7" Vinyl
1. "Relax, Take It Easy" - 4:10
2. "Billy Brown" - 3:14

12" Vinyl
1. "Relax, Take It Easy" (Ashley Beedle's Castro Vocal Mix) - 6:37
2. "Relax, Take It Easy" (Ashley Beedle's Dub) - 7:08
3. "Relax, Take It Easy" - 4:10

- 2007

CD1
1. "Relax, Take It Easy" - 3:38
2. "Lollipop" (Live From L'Olympia Paris)
3. "I Want You Back" (Live From L'Olympia Paris)
4. "Relax, Take It Easy" (Dennis Christopher Remix Radio Edit)
5. "Lollipop" (Fred Deakin's Fredmix)

CD2
1. "Relax, Take It Easy" - 3:38
2. "Lollipop" - 3:43

USB Stick
1. "Relax, Take It Easy" - 3:38
2. "Lollipop" - 3:43
3. "Relax, Take It Easy" (Alpha Beat Remix)
4. "Relax, Take It Easy" (Frank Musikmix)
5. "Relax, Take It Easy" (Ashley Beedle's Castro Vocal Mix)
6. "Relax, Take It Easy" (Live In Paris - Video)
7. "Lollipop" (16:9 Bunny Action - Video)

## Posição nas paradas musicais
| Nas Paradas                                    | Melhor Posição |
| ---------------------------------------------- | -------------- |
| Áustria (Ö3 Austria Top 75)                    | 3              |
| Bélgica (Ultratop 50 de Flandres)              | 1              |
| Bélgica (Ultratop 50 da Valônia)               | 1              |
| Canadá (Canadian Hot 100)                      | 15             |
| República Checa (Rádio Top 100)                | 1              |
| Dinamarca (Hitlisten)                          | 2              |
| Europa (Billboard European Hot 100 Singles)    | 2              |
| França (SNEP)                                  | 1              |
| Finlândia (Suomen virallinen lista)            | 14             |
| O campo songid é OBRIGATÓRIO PARA PARADA ALEMÃ | 4              |
| Hungria (Dance Top 40)                         | 23             |
| Irlanda (IRMA)                                 | 8              |
| Itália (FIMI)                                  | 2              |
| Países Baixos (Dutch Top 40)                   | 1              |
| Noruega (VG-lista)                             | 2              |
| Eslováquia (Rádio Top 100)                     | 4              |
| Suécia (Sverigetopplistan)                     | 26             |
| Suíça (Schweizer Hitparade)                    | 2              |
| Reino Unido (UK Singles Chart)                 | 18             |
| Estados Unidos (Billboard Dance Club Songs)    | 14             |